# 蘇霑霈
蘇霑霈（1980年9月11日—）是前任無綫新聞明珠台主播，祖籍廣東潮州，在香港出生長大，曾就讀灣仔聖若瑟小學，10歲時隨家人前往美國進修，居於西雅圖李小龍墓園旁，其後就讀華盛頓大學，主修政治，新聞及傳播，但唸了八年才畢業，畢業論文為孫子兵法研究，志願獲得普立茲獎。
2003年回流香港擔任亞洲電視國際台記者及主播，上司為褚簡寧（Michael Chugani）。
蘇霑霈於2005年無綫新聞發生內部人事大變動之後加入，並填補多名明珠台記者因大變動離職的空缺。任職期間主要報道外電及體育新聞，及多數於星期六、日的七點半新聞報道當主播。
蘇現已離開無綫新聞部，返回美國後曾在紐約為信報財經新聞當新聞翻譯員，後在美國CBS News任網上新聞製作，現於哥倫比亞大學新聞研究學院修讀碩士學位，於2011年畢業。